# Battaglia di Ulubad

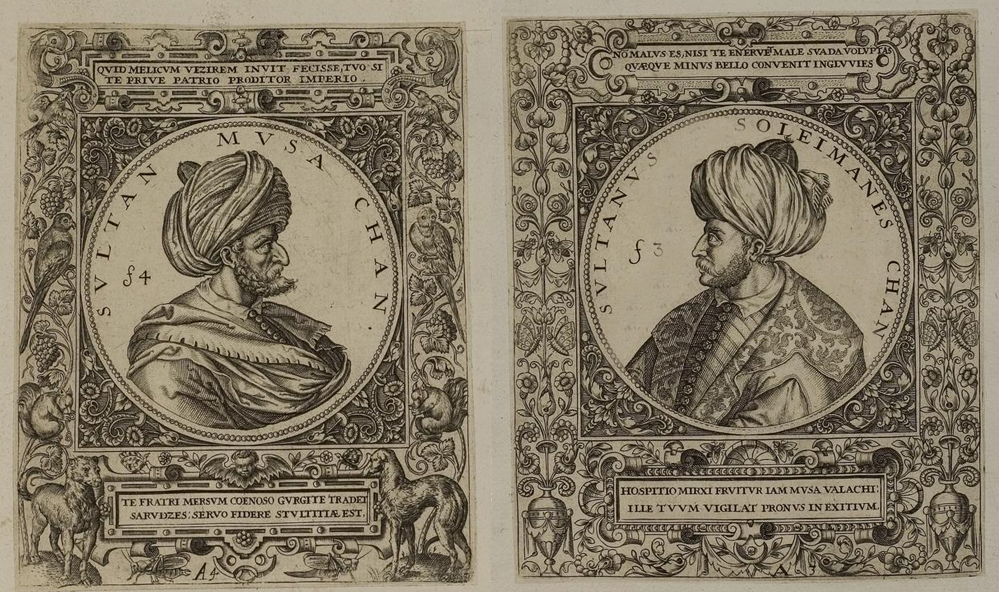
I principi ottomani Musa Çelebi (sinistra) e Süleyman Çelebi (destra).

La battaglia di Ulubad fu combattuta tra il 9 marzo e l'inizio di maggio 1403 a Ulubad tra i figli rivali del sultano ottomano Bayezid I, Mehmed Çelebi e İsa Çelebi, durante le prime fasi della guerra civile nota come Interregno ottomano. La battaglia fu una grande vittoria per Mehmed, che occupò la capitale ottomana, Bursa, e divenne padrone dei domini anatolici degli ottomani. İsa fuggì a Costantinopoli, mentre Mehmed rivendicò formalmente la successione di Bayezid con una cerimonia di intronizzazione a Bursa e facendovi seppellire il corpo di suo padre. Entro il 18 maggio 1403, tuttavia, İsa tornò in Anatolia con un esercito fornito dal fratello maggiore, Süleyman Çelebi, sovrano della Rumelia. İsa fu nuovamente sconfitto e infine ucciso dopo una serie di battaglie entro il mese settembre.